# Poggio-di-Venaco
Poggio-di-Venaco é uma comuna francesa na região administrativa de Córsega, no departamento da Alta Córsega. Estende-se por uma área de 13,28 km². 